# Neomarica caulosa
Neomarica caulosa är en irisväxtart som först beskrevs av Pierfelice Ravenna, och fick sitt nu gällande namn av Chukr. Neomarica caulosa ingår i släktet Neomarica och familjen irisväxter. Inga underarter finns listade i Catalogue of Life.